# Velká cena České republiky silničních motocyklů 2025
Velká cena České republiky 2025 (oficiálně Tissot Grand Prix České republiky) byl dvanáctý závodní víkend Mistrovství světa silničních motocyklů 2025. Konal se 18. – 20. července na Masarykově okruhu v Brně.

## Sprint MotoGP
| Poř.                                                         | Č. | Jezdec                | Tým                               | Výrobce | Kol | Čas       | St. | Body |
| ------------------------------------------------------------ | -- | --------------------- | --------------------------------- | ------- | --- | --------- | --- | ---- |
| 1                                                            | 93 | Marc Márquez          | Ducati Lenovo Team                | Ducati  | 10  | 19'05.883 | 2   | 12   |
| 2                                                            | 37 | Pedro Acosta          | Red Bull KTM Factory Racing       | KTM     | 10  | +0.798    | 7   | 9    |
| 3                                                            | 23 | Enea Bastianini       | Red Bull KTM Tech3                | KTM     | 10  | +1.324    | 11  | 7    |
| 4                                                            | 72 | Marco Bezzecchi       | Aprilia Racing                    | Aprilia | 10  | +1.409    | 4   | 6    |
| 5                                                            | 20 | Fabio Quartararo      | Monster Energy Yamaha MotoGP Team | Yamaha  | 10  | +2.292    | 3   | 5    |
| 6                                                            | 25 | Raúl Fernández        | Trackhouse MotoGP Team            | Aprilia | 10  | +3.358    | 6   | 4    |
| 7                                                            | 63 | Francesco Bagnaia     | Ducati Lenovo Team                | Ducati  | 10  | +3.648    | 1   | 3    |
| 8                                                            | 5  | Johann Zarco          | CASTROL Honda LCR                 | Honda   | 10  | +3.920    | 9   | 2    |
| 9                                                            | 44 | Pol Espargaró         | Red Bull KTM Tech3                | KTM     | 10  | +4.748    | 14  | 1    |
| 10                                                           | 33 | Brad Binder           | Red Bull KTM Factory Racing       | KTM     | 10  | +5.902    | 19  |      |
| 11                                                           | 1  | Jorge Martín          | Aprilia Racing                    | Aprilia | 10  | +6.000    | 12  |      |
| 12                                                           | 43 | Jack Miller           | Prima Pramac Yamaha MotoGP        | Yamaha  | 10  | +6.379    | 10  |      |
| 13                                                           | 88 | Miguel Oliveira       | Prima Pramac Yamaha MotoGP        | Yamaha  | 10  | +7.081    | 17  |      |
| 14                                                           | 54 | Fermín Aldeguer       | BK8 Gresini Racing MotoGP         | Ducati  | 10  | +7.612    | 18  |      |
| 15                                                           | 10 | Luca Marini           | Honda HRC Castrol                 | Honda   | 10  | +8.681    | 16  |      |
| 16                                                           | 79 | Ai Ogura              | Trackhouse MotoGP Team            | Aprilia | 10  | +8.992    | 20  |      |
| 17                                                           | 73 | Álex Márquez          | BK8 Gresini Racing MotoGP         | Ducati  | 10  | +9.404    | 8   |      |
| 18                                                           | 42 | Álex Rins             | Monster Energy Yamaha MotoGP Team | Yamaha  | 10  | +9.871    | 15  |      |
| 19                                                           | 36 | Joan Mir              | Honda HRC Castrol                 | Honda   | 10  | +11.487   | 5   |      |
| –                                                            | 49 | Fabio Di Giannantonio | Pertamina Enduro VR46 Racing Team | Ducati  | 6   | nehoda    | 13  |      |
| –                                                            | 30 | Takaaki Nakagami      | IDEMITSU Honda LCR                | Honda   | 9   | nehoda    | –   |      |
| –                                                            | 7  | Augusto Fernández     | Yamaha Factory Racing Team        | Yamaha  | 9   | nehoda    | 21  |      |
| Nejrychlejší kolo: Marc Márquez (Ducati) – 1'53.243 (kolo 4) |    |                       |                                   |         |     |           |     |      |
| Oficiální výsledky Sprintu MotoGP – VC ČR 2025               |    |                       |                                   |         |     |           |     |      |

## MotoGP
| Poř.                                                          | Č. | Jezdec                | Tým                               | Výrobce | Kol | Čas       | St. | Body |
| ------------------------------------------------------------- | -- | --------------------- | --------------------------------- | ------- | --- | --------- | --- | ---- |
| 1                                                             | 93 | Marc Márquez          | Ducati Lenovo Team                | Ducati  | 21  | 40'04.628 | 2   | 25   |
| 2                                                             | 72 | Marco Bezzecchi       | Aprilia Racing                    | Aprilia | 21  | +1.753    | 4   | 20   |
| 3                                                             | 37 | Pedro Acosta          | Red Bull KTM Factory Racing       | KTM     | 21  | +3.366    | 7   | 16   |
| 4                                                             | 63 | Francesco Bagnaia     | Ducati Lenovo Team                | Ducati  | 21  | +3.879    | 1   | 13   |
| 5                                                             | 25 | Raúl Fernández        | Trackhouse MotoGP Team            | Aprilia | 21  | +10.045   | 6   | 11   |
| 6                                                             | 20 | Fabio Quartararo      | Monster Energy Yamaha MotoGP Team | Yamaha  | 21  | +11.039   | 3   | 10   |
| 7                                                             | 1  | Jorge Martín          | Aprilia Racing                    | Aprilia | 21  | +15.820   | 12  | 9    |
| 8                                                             | 33 | Brad Binder           | Red Bull KTM Factory Racing       | KTM     | 21  | +17.371   | 19  | 8    |
| 9                                                             | 44 | Pol Espargaró         | Red Bull KTM Tech3                | KTM     | 21  | +18.163   | 14  | 7    |
| 10                                                            | 43 | Jack Miller           | Prima Pramac Yamaha MotoGP        | Yamaha  | 21  | +18.669   | 10  | 6    |
| 11                                                            | 54 | Fermín Aldeguer       | BK8 Gresini Racing MotoGP         | Ducati  | 21  | +19.781   | 18  | 5    |
| 12                                                            | 10 | Luca Marini           | Honda HRC Castrol                 | Honda   | 21  | +20.778   | 16  | 4    |
| 13                                                            | 5  | Johann Zarco          | CASTROL Honda LCR                 | Honda   | 21  | +20.961   | 9   | 3    |
| 14                                                            | 79 | Ai Ogura              | Trackhouse MotoGP Team            | Aprilia | 21  | +21.904   | 20  | 2    |
| 15                                                            | 42 | Álex Rins             | Monster Energy Yamaha MotoGP Team | Yamaha  | 21  | +22.563   | 15  | 1    |
| 16                                                            | 49 | Fabio Di Giannantonio | Pertamina Enduro VR46 Racing Team | Ducati  | 21  | +24.729   | 13  |      |
| 17                                                            | 88 | Miguel Oliveira       | Prima Pramac Yamaha MotoGP        | Yamaha  | 21  | +27.640   | 17  |      |
| 18                                                            | 7  | Augusto Fernández     | Yamaha Factory Racing Team        | Yamaha  | 21  | +28.310   | 21  |      |
| –                                                             | 23 | Enea Bastianini       | Red Bull KTM Tech3                | KTM     | 15  | nehoda    | 11  |      |
| –                                                             | 36 | Joan Mir              | Honda HRC Castrol                 | Honda   | 20  | nehoda    | 5   |      |
| –                                                             | 73 | Álex Márquez          | BK8 Gresini Racing MotoGP         | Ducati  | 20  | nehoda    | 8   |      |
| Nejrychlejší kolo: Marc Márquez (Ducati) – 1'53.691 (kolo 15) |    |                       |                                   |         |     |           |     |      |
| Oficiální výsledky MotoGP – VC ČR 2025                        |    |                       |                                   |         |     |           |     |      |

## Moto2
| Poř.                                                        | Č. | Jezdec                  | Tým                           | Výrobce    | Kol | Čas       | St. | Body |
| ----------------------------------------------------------- | -- | ----------------------- | ----------------------------- | ---------- | --- | --------- | --- | ---- |
| 1                                                           | 16 | Joe Roberts             | Onlyfans American Racing Team | Kalex      | 18  | 36'03.441 | 2   | 25   |
| 2                                                           | 7  | Barry Baltus            | Fantic Racing Lino Sonego     | Kalex      | 18  | +1.079    | 1   | 20   |
| 3                                                           | 18 | Manuel Gonzalez         | LIQUI MOLY Dynavolt Intact GP | Kalex      | 18  | +3.625    | 4   | 16   |
| 4                                                           | 27 | Daniel Holgado          | CFMOTO Inde Aspar Team        | Kalex      | 18  | +7.365    | 5   | 13   |
| 5                                                           | 13 | Celestino Vietti        | Sync SpeedRS Team             | Boscoscuro | 18  | +7.494    | 11  | 11   |
| 6                                                           | 28 | Izan Guevara            | BLU CRU Pramac Yamaha Moto2   | Boscoscuro | 18  | +9.467    | 12  | 10   |
| 7                                                           | 24 | Marcos Ramirez          | Onlyfans American Racing Team | Kalex      | 18  | +10.112   | 3   | 9    |
| 8                                                           | 12 | Filip Salač             | ELF Marc VDS Racing Team      | Boscoscuro | 18  | +11.193   | 9   | 8    |
| 9                                                           | 80 | David Alonso            | CFMOTO Inde Aspar Team        | Kalex      | 18  | +14.736   | 19  | 7    |
| 10                                                          | 75 | Albert Arenas           | ITALJET Gresini Moto2         | Kalex      | 18  | +16.214   | 20  | 6    |
| 11                                                          | 96 | Jake Dixon              | ELF Marc VDS Racing Team      | Boscoscuro | 18  | +16.482   | 7   | 5    |
| 12                                                          | 4  | Ivan Ortolá             | QJMOTOR - FRINSA - MSI        | Boscoscuro | 18  | +17.409   | 14  | 4    |
| 13                                                          | 53 | Deniz Öncü              | Red Bull KTM Ajo              | Kalex      | 18  | +17.451   | 21  | 3    |
| 14                                                          | 99 | Adrián Huertas          | Italtrans Racing Team         | Kalex      | 18  | +18.872   | 25  | 2    |
| 15                                                          | 81 | Senna Agius             | LIQUI MOLY Dynavolt Intact GP | Kalex      | 18  | +19.652   | 6   | 1    |
| 16                                                          | 95 | Collin Veijer           | Red Bull KTM Ajo              | Kalex      | 18  | +21.754   | 16  |      |
| 17                                                          | 15 | Darryn Binder           | ITALJET Gresini Moto2         | Kalex      | 18  | +22.285   | 24  |      |
| 18                                                          | 21 | Alonso López            | Sync SpeedRS Team             | Boscoscuro | 18  | +23.112   | 10  |      |
| 19                                                          | 14 | Tony Arbolino           | BLU CRU Pramac Yamaha Moto2   | Boscoscuro | 18  | +23.592   | 18  |      |
| 20                                                          | 84 | Zonta van den Goorbergh | RW-Idrofoglia Racing GP       | Kalex      | 18  | +25.786   | 15  |      |
| 21                                                          | 11 | Alex Escrig             | KLINT Forward Factory Team    | Forward    | 18  | +25.854   | 22  |      |
| 22                                                          | 9  | Jorge Navarro           | KLINT Forward Factory Team    | Forward    | 18  | +29.101   | 13  |      |
| 23                                                          | 92 | Yuki Kunii              | Idemitsu Honda Team Asia      | Kalex      | 18  | +29.662   | 27  |      |
| 24                                                          | 23 | Taiga Hada              | Idemitsu Honda Team Asia      | Kalex      | 18  | +48.129   | 26  |      |
| 25                                                          | 61 | Eric Fernandez          | QJMOTOR - FRINSA - MSI        | Boscoscuro | 18  | +1'06.657 | 28  |      |
| –                                                           | 71 | Ayumu Sasaki            | RW-Idrofoglia Racing GP       | Kalex      | 17  | nehoda    | 23  |      |
| –                                                           | 40 | Milan Pawelec           | AGR Team Fusport              | Kalex      | 14  | nehoda    | 29  |      |
| –                                                           | 10 | Diogo Moreira           | Italtrans Racing Team         | Kalex      | 5   | odstoupil | 30  |      |
| –                                                           | 54 | Mattia Pasini           | Fantic Racing Redemption      | Kalex      | 5   | nehoda    | 8   |      |
| –                                                           | 44 | Aron Canet              | Fantic Racing Lino Sonego     | Kalex      | 4   | nehoda    | 17  |      |
| Nejrychlejší kolo: Joe Roberts (Kalex) – 1'59.468 (kolo 10) |    |                         |                               |            |     |           |     |      |
| Oficiální výsledky Moto2 – VC ČR 2025                       |    |                         |                               |            |     |           |     |      |

## Moto3
| Poř.                                                             | Č. | Jezdec             | Tým                           | Výrobce | Kol | Čas       | St. | Body |
| ---------------------------------------------------------------- | -- | ------------------ | ----------------------------- | ------- | --- | --------- | --- | ---- |
| 1                                                                | 99 | José Antonio Rueda | Red Bull KTM Ajo              | KTM     | 16  | 33'40.677 | 2   | 25   |
| 2                                                                | 28 | Máximo Quiles      | CFMOTO Gaviota Aspar Team     | KTM     | 16  | +3.471    | 4   | 20   |
| 3                                                                | 64 | David Muñoz        | LIQUI MOLY Dynavolt Intact GP | KTM     | 16  | +3.495    | 23  | 16   |
| 4                                                                | 36 | Ángel Piqueras     | FRINSA - MT Helmets - MSI     | KTM     | 16  | +3.559    | 9   | 13   |
| 5                                                                | 71 | Dennis Foggia      | CFMOTO Gaviota Aspar Team     | KTM     | 16  | +3.689    | 5   | 11   |
| 6                                                                | 31 | Adrián Fernández   | Leopard Racing                | Honda   | 16  | +3.867    | 7   | 10   |
| 7                                                                | 22 | David Almansa      | Leopard Racing                | Honda   | 16  | +4.420    | 3   | 9    |
| 8                                                                | 73 | Valentín Perrone   | Red Bull KTM Tech3            | KTM     | 16  | +5.579    | 6   | 8    |
| 9                                                                | 6  | Ryusei Yamanaka    | FRINSA - MT Helmets - MSI     | KTM     | 16  | +5.597    | 16  | 7    |
| 10                                                               | 94 | Guido Pini         | LIQUI MOLY Dynavolt Intact GP | KTM     | 16  | +5.985    | 1   | 6    |
| 11                                                               | 89 | Marcos Uriarte     | LEVELUP-MTA                   | KTM     | 16  | +6.459    | 10  | 5    |
| 12                                                               | 83 | Álvaro Carpe       | Red Bull KTM Ajo              | KTM     | 16  | +10.711   | 13  | 4    |
| 13                                                               | 95 | Marco Morelli      | DENSSI Racing - BOE           | KTM     | 16  | +10.779   | 8   | 3    |
| 14                                                               | 12 | Jacob Roulstone    | Red Bull KTM Tech3            | KTM     | 16  | +10.817   | 15  | 2    |
| 15                                                               | 19 | Scott Ogden        | CIP Green Power               | KTM     | 16  | +10.866   | 11  | 1    |
| 16                                                               | 72 | Taiyo Furusato     | Honda Team Asia               | Honda   | 16  | +12.088   | 18  |      |
| 17                                                               | 82 | Stefano Nepa       | SIC58 Squadra Corse           | Honda   | 16  | +27.274   | 17  |      |
| 18                                                               | 8  | Eddie O'Shea       | GRYD - Mlav Racing            | Honda   | 16  | +27.275   | 20  |      |
| 19                                                               | 55 | Noah Dettwiler     | CIP Green Power               | KTM     | 16  | +27.281   | 14  |      |
| 20                                                               | 25 | Leonardo Abruzzo   | GRYD - Mlav Racing            | Honda   | 16  | +53.032   | 21  |      |
| –                                                                | 10 | Nicola Carraro     | Rivacold Snipers Team         | Honda   | 15  | nehoda    | 12  |      |
| –                                                                | 48 | Lenoxx Phommara    | SIC58 Squadra Corse           | Honda   | 5   | nehoda    | 22  |      |
| –                                                                | 54 | Riccardo Rossi     | Rivacold Snipers Team         | Honda   | 4   | nehoda    | 19  |      |
| Nejrychlejší kolo: José Antonio Rueda (KTM) – 2'05.454 (kolo 12) |    |                    |                               |         |     |           |     |      |
| Oficiální výsledky Moto3 – VC ČR 2025                            |    |                    |                               |         |     |           |     |      |

## Pořadí jezdců MotoGP
|   | Poř. | Jezdec                | Body |
| - | ---- | --------------------- | ---- |
|   | 1    | Marc Márquez          | 381  |
|   | 2    | Álex Márquez          | 261  |
|   | 3    | Francesco Bagnaia     | 213  |
| 2 | 4    | Marco Bezzecchi       | 156  |
| 1 | 5    | Fabio Di Giannantonio | 142  |

## Startovní listina MotoGP
| Tovární týmy                      | Tovární týmy | Tovární týmy            | Tovární týmy | Tovární týmy          |
| Tým                               | Konstruktér  | Motorka                 | st.č.        | Jezdec                |
| --------------------------------- | ------------ | ----------------------- | ------------ | --------------------- |
| Aprilia Racing                    | Aprilia      | Aprilia RS-GP25         | 1            | Jorge Martín          |
| Aprilia Racing                    | Aprilia      | Aprilia RS-GP25         | 72           | Marco Bezzecchi       |
| Ducati Lenovo Team                | Ducati       | Ducati Desmosedici GP25 | 63           | Francesco Bagnaia     |
| Ducati Lenovo Team                | Ducati       | Ducati Desmosedici GP25 | 93           | Marc Márquez          |
| Honda HRC Castrol                 | Honda        | Honda RC213V            | 10           | Luca Marini           |
| Honda HRC Castrol                 | Honda        | Honda RC213V            | 36           | Joan Mir              |
| Red Bull KTM Factory Racing       | KTM          | KTM RC16                | 33           | Brad Binder           |
| Red Bull KTM Factory Racing       | KTM          | KTM RC16                | 37           | Pedro Acosta          |
| Monster Energy Yamaha MotoGP      | Yamaha       | Yamaha YZR-M1           | 20           | Fabio Quartararo      |
| Monster Energy Yamaha MotoGP      | Yamaha       | Yamaha YZR-M1           | 42           | Álex Rins             |
| Satelitní týmy                    |              |                         |              |                       |
| Tým                               | Konstruktér  | Motorka                 | st.č.        | Jezdec                |
| Trackhouse MotoGP Team            | Aprilia      | Aprilia RS-GP           | 25           | Raúl Fernández        |
| Trackhouse MotoGP Team            | Aprilia      | Aprilia RS-GP           | 79           | Ai Ogura              |
| Pertamina Enduro VR46 Racing Team | Ducati       | Ducati Desmosedici GP25 | 49           | Fabio Di Giannantonio |
| Gresini Racing MotoGP             | Ducati       | Ducati Desmosedici GP24 | 54           | Fermín Aldeguer       |
| Gresini Racing MotoGP             | Ducati       | Ducati Desmosedici GP24 | 73           | Álex Márquez          |
| LCR Honda Castrol                 | Honda        | Honda RC213V            | 5            | Johann Zarco          |
| LCR Honda IDEMITSU                | Honda        | Honda RC213V            | 30           | Takaaki Nakagami      |
| Red Bull KTM Tech3                | KTM          | KTM RC16                | 44           | Pol Espargaró         |
| Red Bull KTM Tech3                | KTM          | KTM RC16                | 23           | Enea Bastianini       |
| Prima Pramac Yamaha               | Yamaha       | Yamaha YZR-M1           | 43           | Jack Miller           |
| Prima Pramac Yamaha               | Yamaha       | Yamaha YZR-M1           | 88           | Miguel Oliveira       |

| Legenda                 |
| ----------------------- |
| Stálý jezdec            |
| Nováček                 |
| Jezdec na divokou kartu |
| Náhradní jezdec         |

| Předchozí Velká cena: Velká cena Německa 2025     | Mistrovství světa silničních motocyklů 2025     | Následující Velká cena: Velká cena Rakouska 2025    |
| Předchozí ročník: Velká cena České republiky 2020 | Velká cena České republiky silničních motocyklů | Následující ročník: Velká cena České republiky 2026 |